# Паоло Ді Каніо
Па́оло Ді Ка́ніо (італ. Paolo Di Canio; нар. 9 липня 1968, Рим) — італійський футболіст, який грав на позиції нападника. По завершенні ігрової кар'єри – тренер.
Один із небагатьох футболістів, які в юні роки були ультрас. Ді Каніо з дитинства відвідував ігри «Лаціо», належав до відомого ультрас-угрупування «Irriducibili», певний час поєднував виступи в молодіжній команді «Лаціо» та відвідування домашніх і виїзних матчів основної команди з фанатами.

Паоло ді Каніо під час виступів за «Лаціо». 1989 рік.

## Титули і досягнення
- Володар Кубка УЄФА (1):

«Ювентус»: 1992-93
- Чемпіон Італії (1):

«Мілан»: 1995-96
- Володар Суперкубка Європи (1):

«Мілан»: 1994
- Володар Кубка Інтертото (1):

«Вест Гем Юнайтед»: 1999